# Nauru nos Jogos Olímpicos de Verão de 2012
O Nauru competiu nos Jogos Olímpicos de Verão de 2012, que aconteceram na cidade de Londres, no Reino Unido, de 27 de julho até 12 de agosto de 2012.

## Halterofilismo
Masculino
| Atleta        | Evento | Arranque (kg) | Arremesso (kg) | Total (kg) | Posição |
| ------------- | ------ | ------------- | -------------- | ---------- | ------- |
| Itte Detenamo | +105kg | 175,0         | 215,0          | 390,0      | 14º     |